# Anne Louise de Jouy Brillon

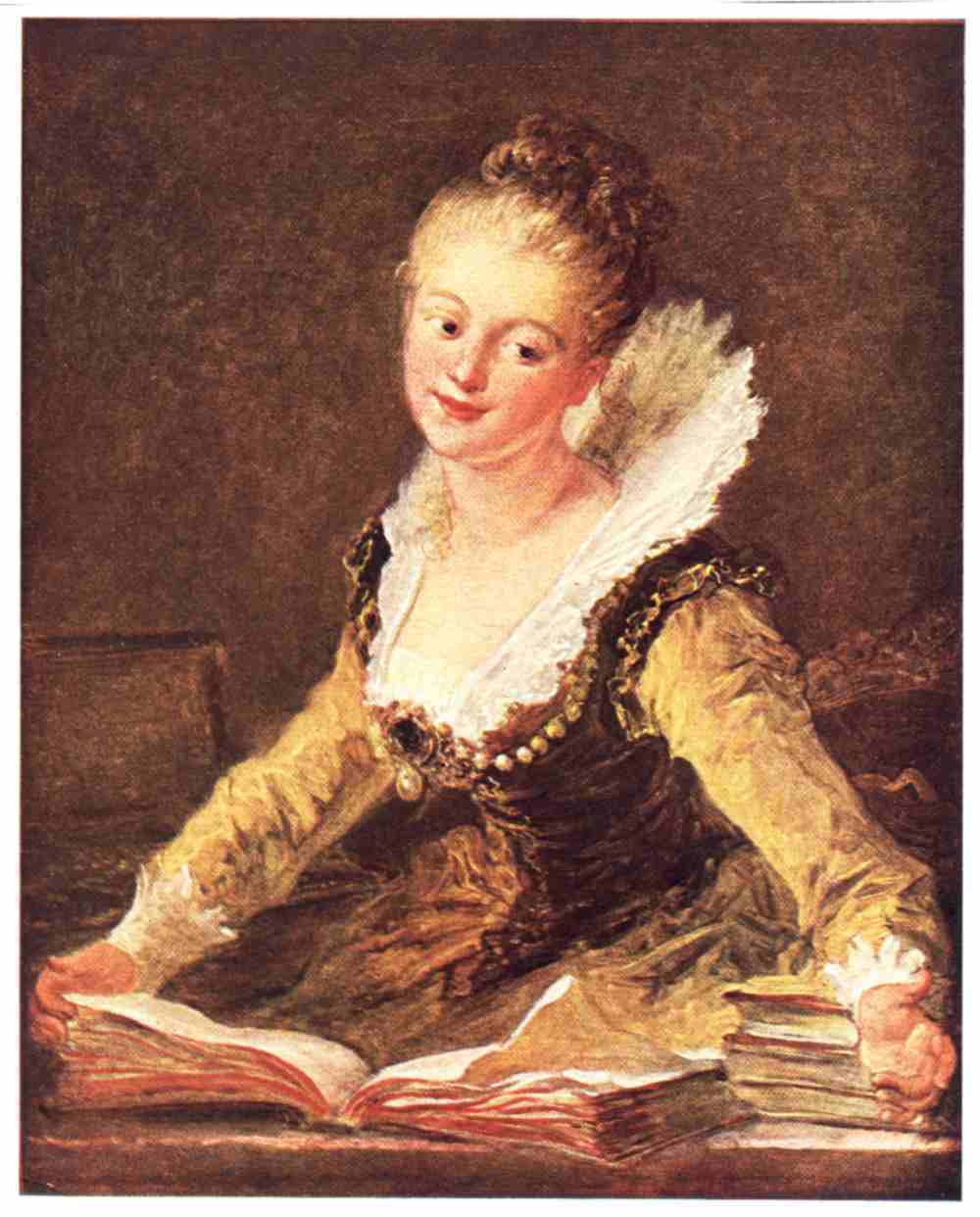
Porträt der Fr. Brillon aus dem Jahr 1769 von Jean-Honoré Fragonard

Anne Louise de Jouy Brillon, geborene Boyvin d’Hardancourt (* 13. Dezember 1744 in Paris; † 5. Dezember 1824 in Villers-sur-Mer) war eine französische Cembalistin, Pianistin und Komponistin.

## Leben
Anne Louise de Jouy Brillon wurde als Tochter des königlichen Finanzbeamten Louis-Claude Boyvin d’Hardancourt (ca. 1710–1756) und seiner Ehefrau Marie-Elizabeth, geborene Martin (1723–1785), geboren und erlernte als Kind das Cembalospiel.
Im Oktober 1763 heiratete sie den um 22 Jahre älteren Finanzbeamten Jacques Brillon de Jouy (1722–1787), mit dem sie zwei Töchter hatte. Auf ihrem Landsitz in Passy bildete der Salon, den sie jeden Mittwoch und Samstag abhielt, eine feste Einrichtung. Neben André-Noël Pagin traten ausländische Musiker, die gerade in Paris weilten, bei ihr auf und sie selbst spielte Cembalo und Pianoforte. Dabei erwarb sie sich einen ausgezeichneten Ruf als Musikerin, obwohl sie weder in öffentlichen Konzerten auftrat noch ihre eigenen Kompositionen gedruckt wurden. Mehrere Komponisten wie Johann Schobert, Luigi Boccherini, Ernst Eichner und Henri-Joseph Rigel widmeten ihr Sonaten.
Im Jahre 1777 lernte Anne Louise de Jouy Brillon den amerikanischen Botschafter Benjamin Franklin kennen, der in derselben Straße in Passy ein Haus gemietet hatte, in der sich der Landsitz der Brillon de Jouys befand. Seither gehörte er zum festen Kreis um die Musikerin und es entwickelte sich eine intensive Freundschaft und eine rege Korrespondenz.
Nach dem Tode ihres Mannes verkaufte sie das Landgut in Passy und verbrachte die Zeit der Französischen Revolution mit ihren Töchtern und deren Familien auf einem Schloss im Département Seine-et-Marne, das einem ihrer Schwiegersöhne gehörte. Ab 1808 lebte sie teilweise in Paris und in Villers, wo sie im Alter von 79 Jahren verstarb.

## Bedeutung für die Musikwissenschaft
Die Freundschaft zu Benjamin Franklin hat bereits Anfang des 20. Jahrhunderts dazu geführt, dass es im Rahmen der Franklin-Forschungen auch zu Forschungen über Anne Louise de Jouy Brillon kam, die von der American Philosophical Society gefördert wurden. Dabei wurden etwa 400 Werke einer Notenbibliothek der Musikerin entdeckt, die in den 1760er Jahren begonnen wurde. Diese Bibliothek ist von besonderer Bedeutung, weil sie die einzige zusammenhängende französische Sammlung dieser Art darstellt, die bisher bekannt ist. Einige Werke wurden von den Nachkommen im Jahre 1957 an die American Philosophical Society in Philadelphia verkauft, der Rest befindet sich großteils in Privatbesitz, wurde verfilmt, katalogisiert und ausgewertet.
Die in der Notenbibliothek befindlichen Instrumental- und Vokalkompositionen von de Jouy Brillon stammen aus einer Zeit, als in Frankreich Cembalo und Hammerflügel noch nebeneinander eingesetzt, ihre musikalischen Eigenheiten jedoch noch nicht vollkommen ausgeschöpft wurden. Sechs erhaltene Werke der Musikerin sind ausdrücklich für mehrere unterschiedliche Tasteninstrumente gedacht und dokumentieren dadurch den Übergang vom Cembalo zum Hammerflügel in Frankreich. Es ist überliefert, dass Anne Louise de Jouy Brillon im Besitz eines Cembalos, eines deutschen Pianofortes und eines englischen Pianofortes war, das ihr Johann Christian Bach aus London geschickt hatte und zwei ihrer Trios nennen genau diese Instrumentenkombination.
Im Jahre 1768 als Luigi Boccherini seine 6 Sonaten für Klavier und Violine, G. 25–30 op. 5 schrieb, war das Klavier noch ein relativ neues Instrument. Anne Louise de Jouy Brillon regte ihn dazu an, den Tastatur-Teil einschließlich der dynamischen Zeichen speziell für das neue Instrument zu schreiben. Als die Sonaten im Jahre 1769 veröffentlicht wurden, war der Verlag aus kommerziellen Gründen gezwungen, den Hinweis „Pianoforte“ durch „Cembalo“ zu ersetzen und viele dynamische Markierungen zu entfernen, weil das Cembalo immer noch das dominante Tasteninstrument war.
Die bekannteste Komposition von de Jouy Brillon ist die im Jahre 1777 anlässlich des Sieges der Amerikaner über die britische Streitkraft in der Schlacht von Saratoga entstandene „Marche des Insurgents“ für Tasteninstrument, die heute in einer orchestrierten Fassung vorliegt. Keines ihrer Werke wurde zu Lebzeiten veröffentlicht.

## Werke (Auswahl)
- 1775–1783?: Trio für drei Cembalos in c-Moll (alternativ: Englisches Piano, deutsches Piano und Cembalo)
- 1775–1783?: Erste Sammlung von Werken für Cembalo oder Pianoforte mit 15 Sonaten für Pianoforte und Violine
- 1775–1785?: Sonate in a-Moll für Fortepiano
- 1775–1785?: Trio für Piano, Violine und Violoncello in g-Moll
- 1775–1785?: Quartett für Cembalo, zwei Violinen und Kontrabass in e-Moll
- 1777: „Marche des Insurgents“ („Marsch der Aufständischen“), erste Ausgabe Hildegard Publishing Company, 1992
- 1779–1785?: Duette für Cembalo und Fortepiano